# Max Roach
Maxwell Lemuel Roach (Pasquotank megye, Észak-Karolina, 1924. január 10. – New York City, 2007. augusztus 16.) amerikai dzsesszdobos, zeneszerző. A bebop műfaj úttörőjének számít, és a történelem egyik legfontosabb dobosának tartják. Olyan híres dzsessz-zenészekkel dolgozott, mint Coleman Hawkins, Dizzy Gillespie, Charlie Parker, Miles Davis, Duke Ellington, Thelonious Monk, Abbey Lincoln, Dinah Washington, Charles Mingus, Billy Eckstine, Stan Getz, Sonny Rollins, Eric Dolphy, és Booker Little. 1980-ban bekerült a Down Beat Hall of Fame-be, 1992-ben pedig a Modern Drummer Hall of Fame-be.
1970-ben alapította meg az M'Boom zenekart.

## Élete
Alphonse és Cressie Roach gyermekeként született az észak-karolinai Pasquotank megyében. A születési anyakönyvi kivonata szerint 1924. január 10.-én született, de Roach állítása szerint családja azt hitte, hogy 1925. január 8.-án született.
Mikor négy éves volt, családja Brooklyn Bedford-Stuyvesant nevű negyedébe költözött. Zenei családban nőtt fel; anyja gospelénekes volt. 10 éves korában már gospelegyüttesekben dobolt.
1942-ben érettségizett a Boys and Girls High School tanulójaként. Ekkor megkérték, hogy helyettesítse Sonny Greert a Duke Ellington Orchestra koncertjén. Roach játszott Cecil Payne-nel is. Első professzionális felvétele 1943 decemberében volt, amikor Coleman Hawkins-t kísérte.
Egyike volt az első dobosoknak, akik a bebop stílusban játszottak. Játszott Dizzy Gillespie, Charlie Parker, Thelonious Monk, Coleman Hawkins, Bud Powell és Miles Davis zenekaraiban.
Az 1940-es években Haitiba utazott, hogy Ti Roro dobossal tanuljon.
1950-től 1953-ig a Manhattan School of Music-on tanult.

## Magánélete
Első felesége Mildred Roach volt, akitől két gyermeke született: Daryl Keith és Maxine. Második felesége Barbara Jai volt, akitől egy fia született, Raoul Jardu. 1961-től 1970-ig Abbey Lincoln énekesnő volt a felesége. 1971-ben születtek meg ikerlányai, Ayodele Nieyela és Dara Rashida. Roach felesége ekkor Janus Adams Roach volt.
Négy unokája van: Kyle Maxwell Roach, Kadar Elijah Roach, Maxe Samiko Hinds, and Skye Sophia Sheffield.
Keresztgyermeke Fab Five Freddy.
Muszlim vallásúként azonosította magát.

## Halála
2007. augusztus 16-án hunyt el Manhattanben. Több, mint 1900 ember volt jelen a temetésén. A Woodlawn Temetőben helyezték örök nyugalomra.